# PKPM
PKPM系列软件系统是中国建筑科学研究院建研科技股份有限公司设计软件事业部研制的建筑工程设计CAD软件。
在中国大陆地区有着极为广泛的使用率，甚至成为“电算”“机算”的代名词。与其他类似的软件相比，其优点在于与CAD相近的建模输入方式，上手容易，和中国设计规范紧密结合，所出结果和规范主要指标直接对应。后处理能够画施工图，虽然图面不够成熟，但为设计人员绘制正式施工图提高了不少效率。

## 软件系统
- 建筑结构设计
  - 结构平面
  - 框、排架计算与制图
  - 高层建筑SATWE
  - 多高层建筑TAT
  - 复杂多层及高层建筑PMSAP
  - 弹塑性、动力分析PUSH&EPDA
  - 高层建筑动力时程分析TAT-D
  - 框支剪力墙FEQ
  - 楼梯LTCAD
  - 剪力墙结构JLQ
  - 钢筋砼构件GJ
  - 基础设计JCCAD
  - 箱形基础BOX
  - 复杂楼板SLABCAD
  - 钢结构STS
  - 钢结构重型厂房STPJ
  - 钢结构详图STXT
  - 预应力砼结构PREC
  - 砌体结构QITI
  - 烟囱CHIMNEY
  - 筒仓SILO
- 建筑设计
  - 三维建筑设计APM
  - 建筑设计ABD
  - 三维建筑造型3DMODEL
  - 园林设计GARLAND
  - 日照分析SUNLIGHT
  - 古典建筑设计GUCAD
  - 居住区规划Planning3d
  - 造型和装修DEC
  - 场地SITE
- 建筑设备设计
  - 给水排水设计WPM
  - 采暖设计HPM
  - 通风空调设计CPM
  - 电气设计EPM
  - 室外给水排水WNET
  - 室外热水管网HNET
  - 管道碰撞CCHPD
- 建筑节能设计
  - 采暖节能HEC
  - 夏热冬冷CHEC
  - 夏热东暖WHEC
  - 公共建筑PBEC
- 工程造价
- 工程施工

## 常用技巧
T图批量转DWG：打开一个T图，然后在T图转dwg的对话框中选择全部需要转化的T图，即可完成批量转换。

## 资料来源
- 中国建筑科学研究院PKPM CAD工程部. . 北京: 中国建筑工业出版社. 2008年5月  [2011年6月4日]. ISBN 9787112100071. （原始内容存档于2016年3月7日） （中文）.